# Вальдемарас Мартінкенас
Вальдемарас Мартінкенас (лит. Valdemaras Martinkėnas, 3 жовтня 1965, Крокялаукіс, Алітуський район — 20 липня 2004, Нова Гориця) — колишній литовський футболіст, воротар національної збірної Литви. По завершенні ігрової кар'єри став тренером.

## Біографія

### Клубна
Перший тренер — А.Бітаутас. Розпочав професійну кар'єру в клубі «Жальгіріс» (Вільнюс) у 1984 році, проте так жодного разу не вийшов на поле. У 1987—1988 роках захищав кольори клубу «Атлантас» (Клайпеда). У 1989 повернувся назад в «Жальгіріс» і відразу завоював місце в основі, підтверджуючи свій клас надійною грою. У 1991 році перейшов у київське «Динамо», з яким виграв чемпіонат України 1993 року і провів 6 матчів у єврокубках. В 1994 році Вальдемарас покинув клуб, але в майбутньому, в жодному з клубів не зміг заграти в основному складі. У 2000 році, в віці 35 років, закінчив свою кар'єру в естонському клубі «Курессааре».

### Збірна
1991 року дебютував у складі національної збірної Литви. Загалом за збірну зіграв 19 матчів.

### Тренерська
Тренерський дебют відбувся в 1999 році з клубом «Кареда» (Шауляй). У 2003—2004 роках працював тренером воротарів клубу «Флора» (Таллінн) і збірної Естонії.
У липні 2004 Мартінкенас потонув у гірській річці міста Нова-Гориця, де повинна була відбутися гра-відповідь Ліги чемпіонів між місцевим клубом «Гориця» і талліннською «Флорою». У Словенії разом з іншим тренером «Флори» Карелом Воолайдом Мартінкенас вирішив спробувати себе в місцевому екстримі, частина якого проходила під водою. Воолайд успішно пройшов дистанцію першим, після чого о 14.45 за місцевим часом у воду увійшов Мартінкенас. За словами президента «Флори» Айвара Похлака, рятувальників на місці не виявилося і врятувати тренера не вдалося.

## Статистика
| Сезон   | Клуб                  | Матчі | Голи |
| ------- | --------------------- | ----- | ---- |
| 1987    | «Атлантас»            | 13    | ?    |
| 1988    | «Атлантас»            | 24    | ?    |
| 1989    | «Жальгіріс» (Вільнюс) | 25    | -23  |
| 1990    | Жальгіріс             | 1     | -1   |
| 1990    | «Жальгіріс» (Вільнюс) | 26    | -7   |
| 1991    | «Жальгіріс»           | 16    | -10  |
| 1991    | «Динамо» (Київ)       | 2     | -3   |
| 1992    | «Динамо» (Київ)       | 10    | -7   |
| 1992/93 | «Динамо» (Київ)       | 12    | -6   |
| 1993/94 | «Динамо» (Київ)       | 0     | -0   |
| 1994/95 | «Віль»                | ?     | ?    |
| 1995/96 | «Віль»                | ?     | ?    |
| 1996    | «Хака»                | 3     | ?    |
| 1996/97 | «Лелле» (Пярну)       | 1     | ?    |
| 1997    | «КАМАЗ-Чалли»         | 19    | -43  |
| 1997/98 | «Кареда» (Шауляй)     | ?     | ?    |
| 1998/99 | «Кареда» (Шауляй)     | ?     | ?    |
| 1999    | «Кареда» (Шауляй)     | 9     | ?    |
| 2000    | «Курессааре»          | 15    | -40  |

## Досягнення
- Чемпіон Литви: 1991
- Чемпіон України: 1993
- Футболіст року в Литві: 1989, 1992
- Футболіст року в чемпіонаті України: 1992